# Conostigmus radiatus
Conostigmus radiatus är en stekelart som först beskrevs av Julius Theodor Christian Ratzeburg 1848.  Conostigmus radiatus ingår i släktet Conostigmus och familjen trefåresteklar. Inga underarter finns listade i Catalogue of Life.